# 3 Foot Clearance
Albums de Buckethead
Captain Eo's Voyage
(2010) It's Alive
(2011)
3 Foot Clearance (précédemment connu comme Untitled ou Happy Holidays from Buckethead) est le 30e album studio de Buckethead et le 3e album faisant partie de la série « Buckethead Pikes »,. L'album est sorti dans un premier temps le 21 décembre 2010 en tant que version limitée contenant une carte de souhaits faite à la main par Buckethead de plus qu'un rabais pour la version standard.
Le 17 août 2011, une version standard est mise en vente sur le site officiel de la série « Buckethead Pikes » en même temps que les 4e et 5e albums de la série, Underground Chamber et Look Up There. La seule différence au niveau matériel entre la version limitée et standard de 3 Foot Clearance est que l'ordre des pistes est modifié.

## Listes des pistes
Version standard
| 1.    | Griffin's Spike               | 4:09 |
| 2.    | Rammellzee: Hero of the Abyss | 4:02 |
| 3.    | Floating Graveyard            | 3:20 |
| 4.    | Ballad of Jerry Mono          | 4:57 |
| 5.    | H.D. Autopsy                  | 3:20 |
| 6.    | Droid Hunt                    | 2:46 |
| 7.    | Battlefields                  | 3:12 |
| 8.    | Handprint Ornament            | 2:48 |
| 9.    | Three Headed Guardian         | 3:58 |
| 10.   | Harpoon the Goon              | 2:30 |
| 11.   | Critical Leg Assignment       | 2:35 |
| 12.   | Siamese Butterfly             | 1:56 |
| 13.   | X-Ray                         | 0:49 |
| 40:23 |                               |      |

Version limitée
- La version limitée ne contenait aucun titre et possédait un ordre de pistes différent de la version standard. Ci-dessous se trouvent les titres de la version standard dans l'ordre de la version limitée.

| 1.    | Griffin's Spike               | 4:09 |
| 2.    | Rammellzee: Hero of the Abyss | 4:02 |
| 3.    | Three Headed Guardian         | 3:58 |
| 4.    | Floating Graveyard            | 3:20 |
| 5.    | Ballad of Jerry Mono          | 4:57 |
| 6.    | H.D. Autopsy                  | 3:20 |
| 7.    | Droid Hunt                    | 2:46 |
| 8.    | Battlefields                  | 3:12 |
| 9.    | Handprint Ornament            | 2:48 |
| 10.   | Harpoon the Goon              | 2:30 |
| 11.   | Critical Leg Assignment       | 2:35 |
| 12.   | Siamese Butterfly             | 1:56 |
| 13.   | X-Ray                         | 0:49 |
| 40:23 |                               |      |

## Vagues d'impression
| Année | Label            | Format | Pays | Notes            | Épuisé |
| ----- | ---------------- | ------ | ---- | ---------------- | ------ |
| 2010  | TDRS Music       | CD     | USA  | 1re vague        | Oui    |
| 2011  | TDRS Music       | CD     | USA  | 2e vague         | Oui    |
| 2011  | TDRS Music       | CD     | USA  | 3e vague         | Oui    |
| 2011  | Buckethead Pikes | CD     | USA  | Version standard | Non    |

## Remarques
- La piste #8 (#9 sur la version limitée), « Handprint Ornament », est épelée « Handdprint Ornament » (sic) sur le dos de l'album.
- Cet album retourne au format de 13 pistes, format commun pour les albums de Buckethead. Le dernier à en contenir 13 était Needle in a Slunk Stack, sorti en 2009.